# Німецьке громадсько-культурне об'єднання у Вроцлаві
Німецьке громадсько-культурне об'єднання у Вроцлаві (НГКО) це об'єднання німецької меншості у Нижньосілезькому воєводстві во Вроцлаві.

## Структура та діяльність
НГКО об'єднує представників німецької меншості во Вроцлаві та прилеглих округів, воно являє собою найбільше об'єднання  у Нижньої Сілезії. НГКО є членом Спілки німецьких громадсько-культурних об'єднанн Польщі та виконує роль голови краю Нижня Сілезія. Організація нараховує близько 1200 членів. Головою НГКО є Рената Зайончковска. НГКО випускає інформаційний журнал „Нижньосілезький інформаційний бюлетень“ та щотижневу програму на радіо Вроцлав "Sami swoi - Miteinander".
До завдань і цілей об'єднання відносяться робота у культурній та громадський сфері, збереження німецької мови та культури, а також нижньосілезьких традицій та історії. Заради цих цілей були створені культурний комітет, громадський комітет та комітет з праці з дітьми та молоддю. НГКО проводить курси німецької мови та має власну бібліотеку.

## Історія
НОКО було засновано під час політичних змін і зареєстровано в 1991 році. НОКО розташовувалося спочатку в Валбжихе , потім у Вроцлаві. У березні 1990 року був обраний перший голова , а 9-ого вересня 2012 вийшла у перший раз програма на радіо Вроцлав "Sami swoi - Miteinander".